# Cristiano Augusto II, Duque de Eslésvico-Holsácia-Sonderburgo-Augustemburgo
Cristiano Augusto II de Eslésvico-Holsácia-Sonderburgo-Augustemburgo (Copenhague, 19 de julho de 1798 – Primkenau, 11 de março de 1869) foi duque de Eslésvico-Holsácia-Sonderburgo-Augustemburgo de 1814 até 1869, também foi duque de Eslésvico-Holsácia.